# Wangon (Banjarnegara)
Wangon is een bestuurslaag in het regentschap Banjarnegara van de provincie Midden-Java, Indonesië. Wangon telt 2578 inwoners (volkstelling 2010).